# Fortunato Morrone
Fortunato Morrone (ur. 20 września 1958 w Isola di Capo Rizzuto) – włoski duchowny katolicki, arcybiskup Reggio Calabria-Bova od 2021.

## Życiorys
Święcenia kapłańskie otrzymał 1 października 1983 i został inkardynowany do diecezji Crotone. Pracował głównie jako duszpasterz parafialny, był też m.in. diecezjalnym asystentem młodzieżowej Akcji Katolickiej, duszpasterzem młodzieży, a także wykładowcą Instytutu Teologicznego Kalabrii.
20 marca 2021 papież Franciszek mianował go arcybiskupem metropolitą Reggio Calabria-Bova. Sakry udzielił mu 5 czerwca 2021 biskup Angelo Panzetta.